# Эллисон, Кэтрин
Кэтрин Эллисон (англ. Katherine Ellison, род. 19 августа 1957 года) — американская журналистка и писательница. В 1986 году совместно с Питом Кэри и Льюисом Саймонсом была удостоена Пулитцеровской премии за международный репортаж за работу по разоблачению финансовых махинаций президента Филиппин Фердинанда Маркоса.

## Журналистская карьера
Уроженка Миннесоты Кэтрин Эллисон ещё в детстве переехала с родителями в Сан-Франциско. Получив степень бакалавра международных отношений в Стэнфордском университете, она поочерёдно прошла стажировки в журнале Foreign Policy, Центре журналистских расследований, газетах Los Angeles Times и Washington Post. В 1980 году её приняли в штат Mercury News, для редакции которого Эллисон  более десяти лет вела репортажи из Калифорнии, Мехико, Рио-де-Жанейро. Сфера её профессиональных интересов включала локальные и международные темы: от расследований деятельности полицейского управления Сан-Франциско до освещения захвата повстанцами Эритреи. Одним из заданий журналистки в этот период стала серия статей, написанная совместно с репортёрами Питом Кэри и Льюисом Саймонсом, о раскрытии финансовых мошенничеств президента Филиппин Фердинанда Маркоса и его соратников. В 1986 году работа корреспондентов была отмечена Пулитцеровской премии за международный репортаж. В последующие годы журналистка сотрудничала с изданиями Miami Herald и Atlantic, участвовала в авторских проектах PBS и другое.

## Литературная деятельность
В 1982 году журналистка в соавторстве с профессором психологии Робертом Бакхаутом выпустила свою первую книгу «Психология и уголовное правосудие» (англ. Psychology and criminal justice). В последующих работах Эллисон освещала синдром дефицита внимания и гиперактивности, который был диагностирован у неё и её сына. Так, в 2010 году она опубликовала книгу «Суета: один год уделяя внимание» (англ. Buzz: A Year of Paying Attention), в котором рассказала о взаимоотношениях в собственной семье. В 2015 году она совместно с психологом Стивеном П. Хиншоу опубликовала «СДВГ: что нужно знать каждому» (англ. ADHD: What Everyone Needs to Know). В разные годы Эллисон выступала с докладами о неврологическом расстройстве в Университете Тафтса, Калифорнийском университете в Лос-Анджелесе и медицинском сообществе Kaiser Permanente.
За время своей писательской карьеры Эллисон издала и приняла участие в создании книг о психологии, саморазвитии, политологии и истории: «Стресс и полицейский» (англ. Stress and the police officer, 1983 год), «Имельда, стальная бабочка Филиппин» (англ. Imelda, steel butterfly of the Philippines, 1988 год), «Новая экономика природы: стремление сделать охрану окружающей среды прибыльной» (англ. The New Economy of Nature: The Quest to Make Conservation Profitable, 2004 год), «Обучение с любовью: как прогрессивное образование может спасти американские школы» (англ. Loving Learning: How Progressive Education Can Save America's Schools, 2015 год), «Ум матери: как материнство делает нас умнее» (англ. The Mommy Brain: How motherhood makes us smarter, 2005 год) и другие.
В 2019 году Эллисон опубликовала свою десятую книгу «Матери и убийцы: правдивая история любви, лжи, одержимости… и вторых шансов» (англ. Mothers And Murderers: A True Story of Love, Lies, Obsession…and Second Chances), в которой описала случай из своей ранней журналистской практики. Во время расследования одного из убийств в Сан-Хосе Эллисон обвинила домохозяйку Джуди Сингер в причастности к преступлению до того, как та была официально признана подозреваемой. Сингер подала иск размером одиннадцать миллионов долларов на Mercury News, хотя позднее отказалась от него из-за судебных издержек.

## Признание и награды
- Награда за выдающийся репортаж от Медиаальянса Сан-Франциско (1985)[2];
- Премия Джорджа Полка (1986)[2];
- Награда от Сообщества редакторов и журналистов, занимающихся расследованиями (1986)[2];
- Награда Межамериканской ассоциации прессы[англ.] (1994—1995)[2];
- Премия в области СМИ от Ассоциации латиноамериканских исследований[англ.] (1994)[2];
- Премия Национальной ассоциации латиноамериканских журналистов[англ.] (1997)[2].